# Aeronave de vigilância

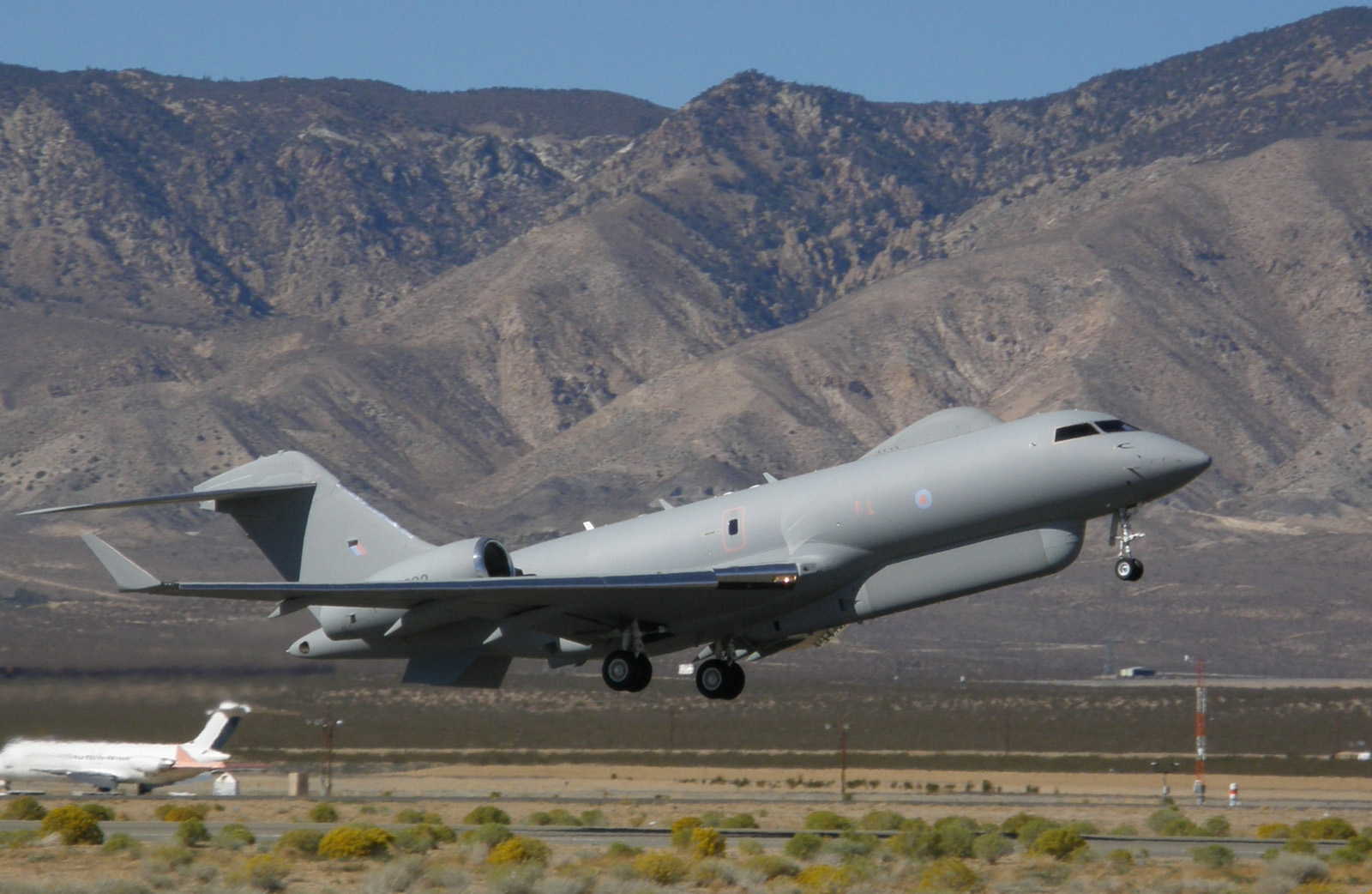
Raytheon Sentinel da Força Aérea Real com um radar localizado em seu lado superior

Aeronave de vigilância é uma aeronave usada para obter informações de coleta de vigilância ao longo do tempo. Elas são operadas por forças militares e outras agências governamentais em papéis como o de coleta de inteligência, vigilância do campo de batalha, vigilância do espaço aéreo, observação (por exemplo, manchas de artilharia), patrulha de fronteira e proteção das pescas.
As aeronaves de vigilância, normalmente, estão sem armamento ou apenas com armamento defensivo limitado. Um avião de vigilância não requer necessariamente uma capacidade de alto desempenho ou características furtivas. Pode ser uma aeronave civil modificada. As aeronaves de vigilância também incluem alguns tipos de balões e veículos aéreos não tripulados (VANTs).